# Flaga Rumunii
Flaga Rumunii – jeden z symboli państwowych Rumunii. Jest to prostokąt podzielony na trzy pionowe pasy: niebieski, żółty i czerwony. Kolorystycznie jest identyczna, jak flaga Czadu, choć obydwie flagi nie są w żaden sposób ze sobą powiązane i mają różne pochodzenie.

## Symbolika
- Czerwony i żółty to kolory Hospodarstwa Wołoszczyzny,
- Żółty i niebieski to kolory Hospodarstwa Mołdawii.

Niektórzy historycy upatrują genezy kolorów w starożytnym Rzymie.

## Historia
Flaga rumuńska składająca się początkowo z trzech poziomych pasów, uległa przekształceniu po rewolucji w 1848 na wzór flagi francuskiej. Zachowała jednak swą kolorystykę, której naród rumuński jest wierny przez wieki. Jej wersja została przyjęta w 1867. Po przejęciu w kraju władzy przez komunistów, do flagi dodano herb Rumunii, na którym były ciągnik i kominy fabryki. W 1948 r. doszło do zmiany herbu kraju na las z górami, na które pada słońce, a wszystko otacza zboże. Do zmiany doszło również na fladze kraju. W 1965 r. do herbu i flagi dodano socjalistyczną gwiazdę. 27 grudnia 1989, po zamordowaniu rządzącego krajem Nicolae Ceaușescu, usunięto z flagi gwiazdę i herb kraju. Taka forma flagi Rumunii pozostaje do dziś.

Flaga rumuńskich powstańców w czasie rewolucji wołoskiej (1848)
Flaga Zjednoczonych Księstw Mołdawii i Wołoszczyzny 1859–1861[potrzebny przypis]
Flaga Zjednoczonych Księstw Rumunii 1862–1866
Flaga Księstwa 1867 – 1881 i Królestwa Rumunii 1881–1947
Flaga socjalistycznej Rumunii styczeń–marzec 1948
Flaga socjalistycznej Rumunii 1948–1952
Flaga socjalistycznej Rumunii 1952–1965
Flaga socjalistycznej Rumunii 1965–1989
Flaga Rumunii z wyciętym godłem używana podczas rewolucji antykomunistycznej w 1989
obecna flaga Republiki Rumunii
Flaga Mołdawskiej Republiki Demokratycznej (1917–1918)
Flaga Republiki Mołdawii

## Konstrukcja i wymiary
Prostokąt o proporcjach 2:3 podzielony na trzy równe sobie pionowe pasy: niebieski, żółty, czerwony.